# Clipping (eletrônica)

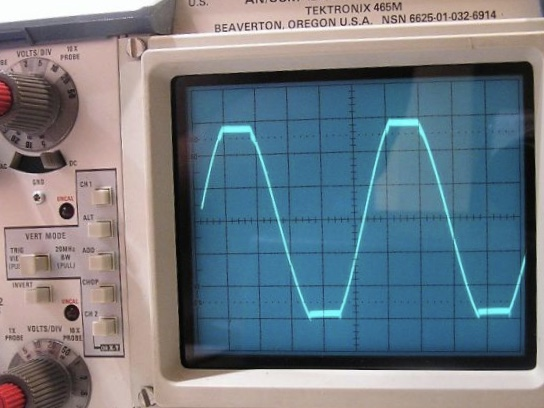
Imagem mostrando o "clipping" de um sinal na tela de um osciloscópio.

Clipping, ou ceifamento, é a saturação de um sinal por excesso de ganho da amplificação. Assim, por exemplo um sinal senoidal tem suas pontas ceifadas na amplificação e o sinal resultante se aproxima de uma onda quadrada. Esta distorção é a principal causa de queima de bobinas de alto-falantes.